# Jaromar I av Rügen
Jaromar I, död 1218, var regerande furste av Rügen mellan 1170 och 1218.

## Uppväxt
Jaromar var en ranisk adelsman och son till Ratislaus den vise som var kung på ön Rügen. Jaromar blev Furste av Rügen tack vare det Danska korståget på ön 1168. Hans företrädare var Tetzlav som år 1168 blev en vasall till den danske kungen.

## Danska korståget
Danskarna organiserade ett korståg för att omvända de raniska hedningarna och erövra ön i Jesu namn. Den danska expeditionen leddes av ärkebiskopen Absalon Hvide som brände ner de rügiska befästningarna vid Kap Arkona (Jaromarsburg) som var en helig plats för de västslaviska ranerna.
Kung Valdemar den store avsatte Jaromars bror, furst Tetzlav och ersatte honom som kung med Jaromar, som hade konverterat till kristendomen.

## Familj
Jaromar I gifte sig med Hilldegard, en illegitim dotter till Knut V av Danmark och fick sonen Vitislav.